# دوق دينسمور
دوق دينسمور (بالإنجليزية: Duke Dinsmore) هو سائق فورمولا 1 أمريكي، ولد في 10 أبريل 1913 في فيرجينيا الغربية في الولايات المتحدة، وتوفي في 12 أكتوبر 1985 في فورت لودرديل في الولايات المتحدة.